# مانفريد رين
مانفريد رين هو سياسي نمساوي، ولد في 19 ديسمبر 1948 في دورنبيرن في النمسا، وتوفي في 22 أبريل 2016 في فيلدكيرخ في النمسا. نشط حزبياً في حزب الشعب النمساوي. وقد انتخب Landesrat ‏ فورارلبرغ (19 أكتوبر 1994 – 10 ديسمبر 2008).